# Stenopogon mydon
Stenopogon mydon är en tvåvingeart som beskrevs av Engel 1930. Stenopogon mydon ingår i släktet Stenopogon och familjen rovflugor. Inga underarter finns listade i Catalogue of Life.